# Paul Lieber
Paul Lieber is een Amerikaanse televisie- en theateracteur.

## Carrière
Lieber begon in 1970 met acteren in de film Guru, the Mad Monk. Hierna heeft hij nog meerdere rollen gespeeld in films en televisieseries, zoals Barney Miller (1980), Cagney and Lacey (1982-1986), Beverly Hills, 90210 (1994), Alias (2001-2002), King of California (2007) en What Just Happened? (2008).
Lieber is ook actief in het theater, zowel op Broadway als daarbuiten. Hij won vijf prijzen voor zijn toneelrollen. Lieber speelde Abby Hoffman in het prijswinnende toneelstuk The Chicago Conspiracy Trial in Los Angeles. Op Broadway speelde hij Hitler en Mozes in het toneelstuk Lenny. In februari 2011 verscheen zijn poëziebundel Chemical Tendencies. Lieber presenteert en produceert ook een radioprogramma in Los Angeles over poëzie, onder de titel Why Poetry. Dit programma heeft als doel om serieus over poëzie te praten en poëzie voor te dragen.

## Filmografie

### Films
- 2015: The Sphere and the Labyrinth - als Herb
- 2008: Oh Baby! – als vader van David
- 2008: Cat Dragged In – als Jonathan
- 2008: What Just Happened? – als fotograaf van Vanity Fair
- 2007: King of California – als Doug
- 2001: The Diamond Nose – als Diamond
- 2001: Green Diggity Dog – als Porterini
- 1996: Entertainig Angels: The Dorothy Day Story – als Mike Gold
- 1996: Parking – als Ray
- 1995: Cagney & Lacey: Together Again – als Romeo DeCarlo
- 1995: Across the Moon – als tweede schutter
- 1995: Fighting for My Daughter – als Martin
- 1991: Steel and Lace – als Oscar
- 1990: The End of Innocence – als rabbijn
- 1989: Mike Hammer: Murder Takes All – rol onbekend
- 1989: Shag – als manager
- 1983: Grace Kelly – als mr. Stern
- 1981: Inmates: A Love Story – als Elliot
- 1981: Thornwell – als luitenant Roberts
- 1980: A Cry for Love – als Eugene
- 1980: Attica – als Art Silver
- 1979: Portrait of a Stripper – als Randy
- 1977: Looking Up – als Michael Lander
- 1970: Guru, the Mad Monk – als Carl

### Televisieseries
Uitgezonderd eenmalige gastrollen.
- 2001-2002: Alias – als Bentley Calder – 2 afl.
- 1989-1990: Midnight Caller – als Nicholas Pierce – 3 afl.
- 1980: Barney Miller – als Eric Dorsey – 3 afl.

## Theaterwerk[1]

### Los Angeles
- The Shelter
- The Comfortable Truth
- Orphans
- The Bug
- Names
- Skin
- Chicago Conspiracy Trial
- Siblings
- Danny and the Deep Blue Sea
- Idioglossia
- And Miss Reardon Drinks a Little
- Zoo Story

### Broadway Theater
- Lenny
- And Miss Reardon Drinks a Little

### Tournee
- Names
- Lullaby
- Professor George
- Suburban Tremens
- Ego Play
- Beautiful
- Moon
- The Consoling Virgin
- Language
- Cherry Orchard